# 템페
템페(자와어: témpé)는 인도네시아의 발효 식품이다. 콩을 발효시켜 만든 음식으로, 청국장과 비슷하지만 무르지 않고 단단하다. 겉모습은 두부와, 맛은 견과류나 버섯과 비슷한 편이다.인도네시아의 중요한 음식으로 고기보다 훨씬 싸서 많은 사람들이 즐긴다. 그리고 템페는 단백질의 양이 매우 크기에 인도네시아의 밥상에는 한국의 김치처럼 항상 올라온다.

## 만들기
콩을 삶아 바나나의 잎에 싸서 발효시켜 만든다. 하루면 발효가 끝나지만, 시간이 지나면서 숙성된다.

## 미디어
- MBS : 《세계의 아침밥》[6]

## 사진 갤러리

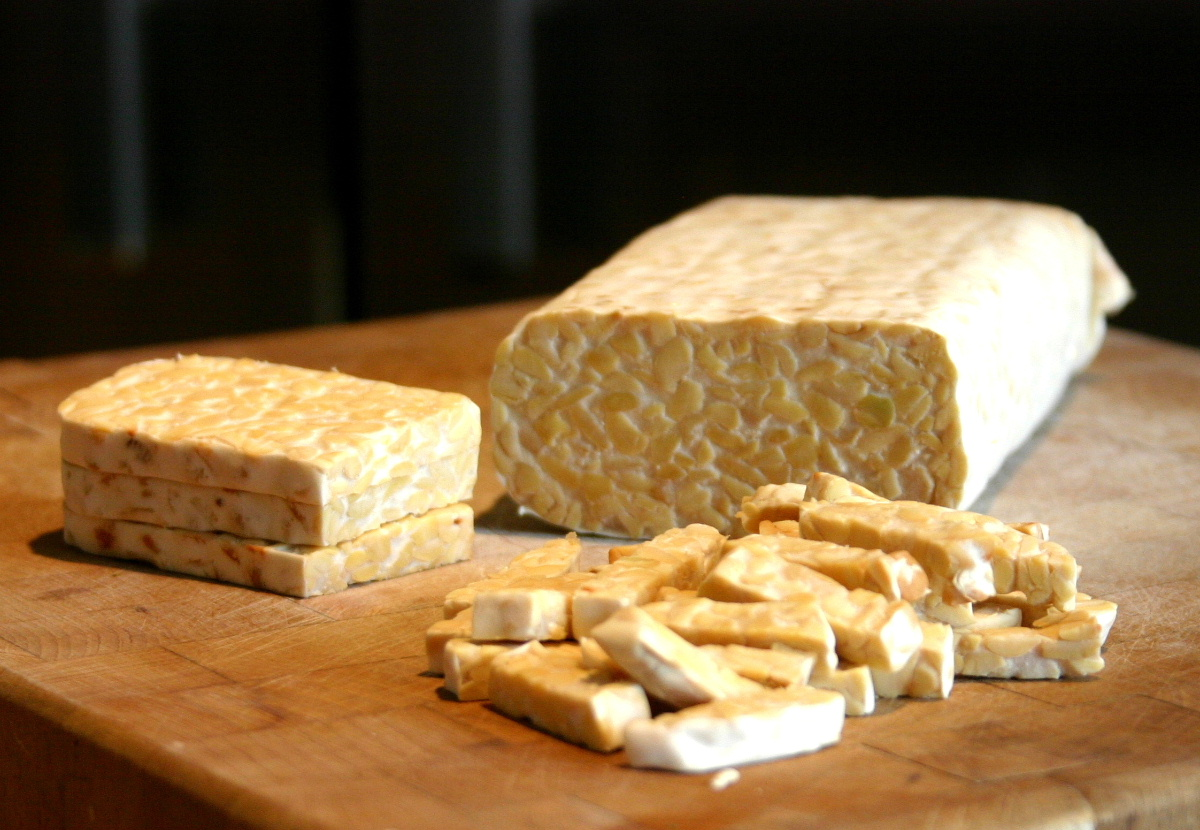
썬 템페
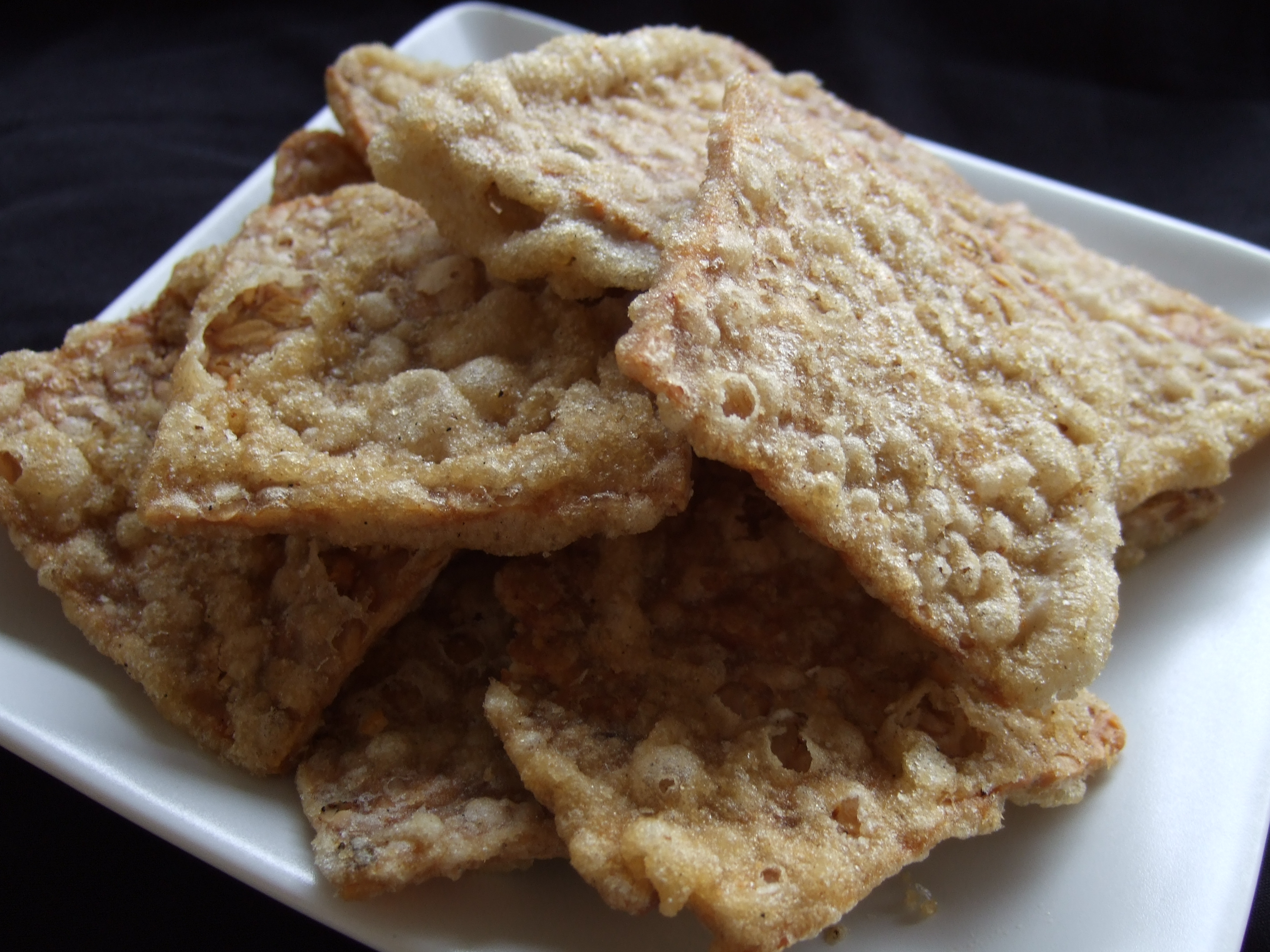
템페 튀김
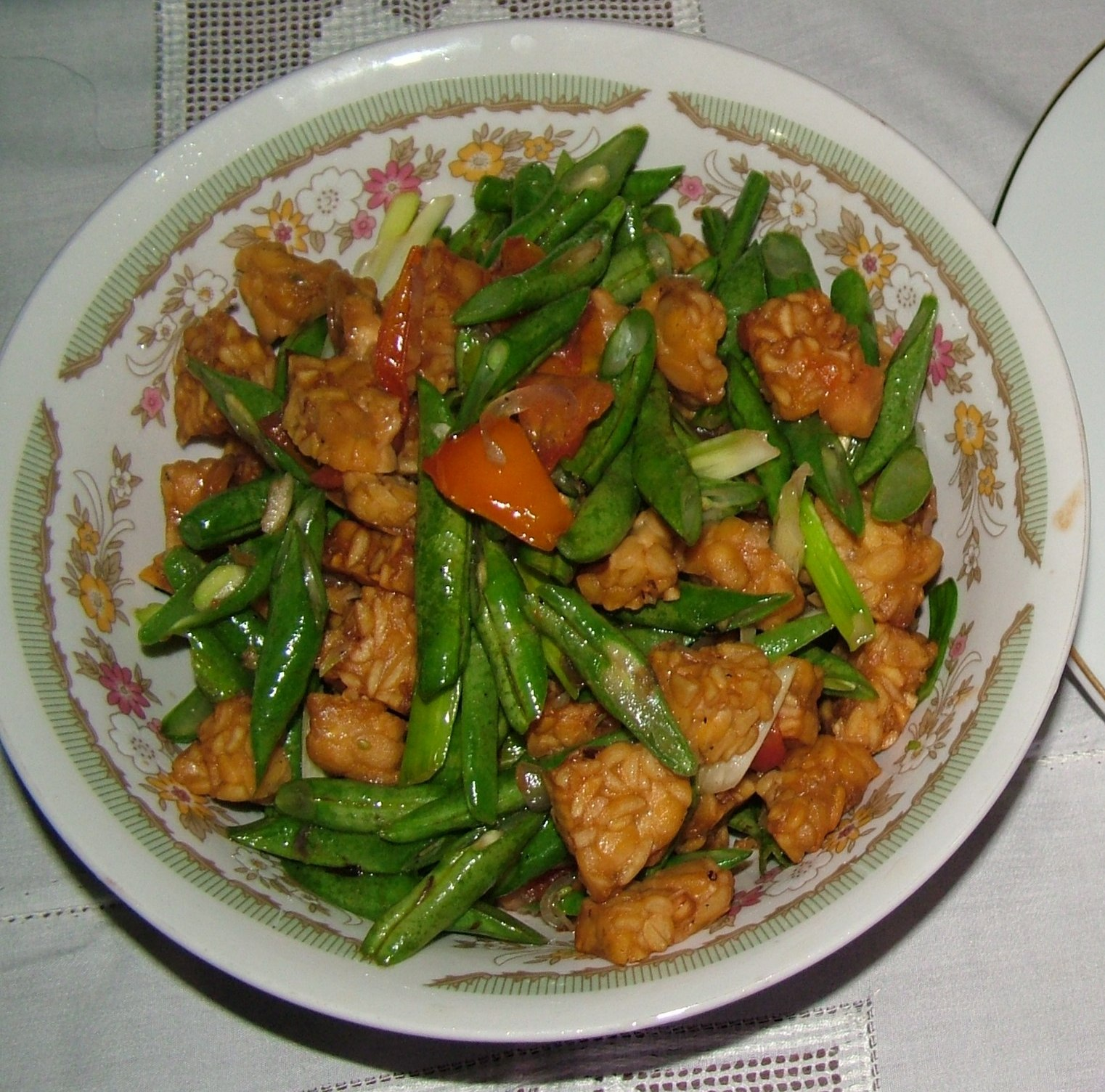
템페 볶음
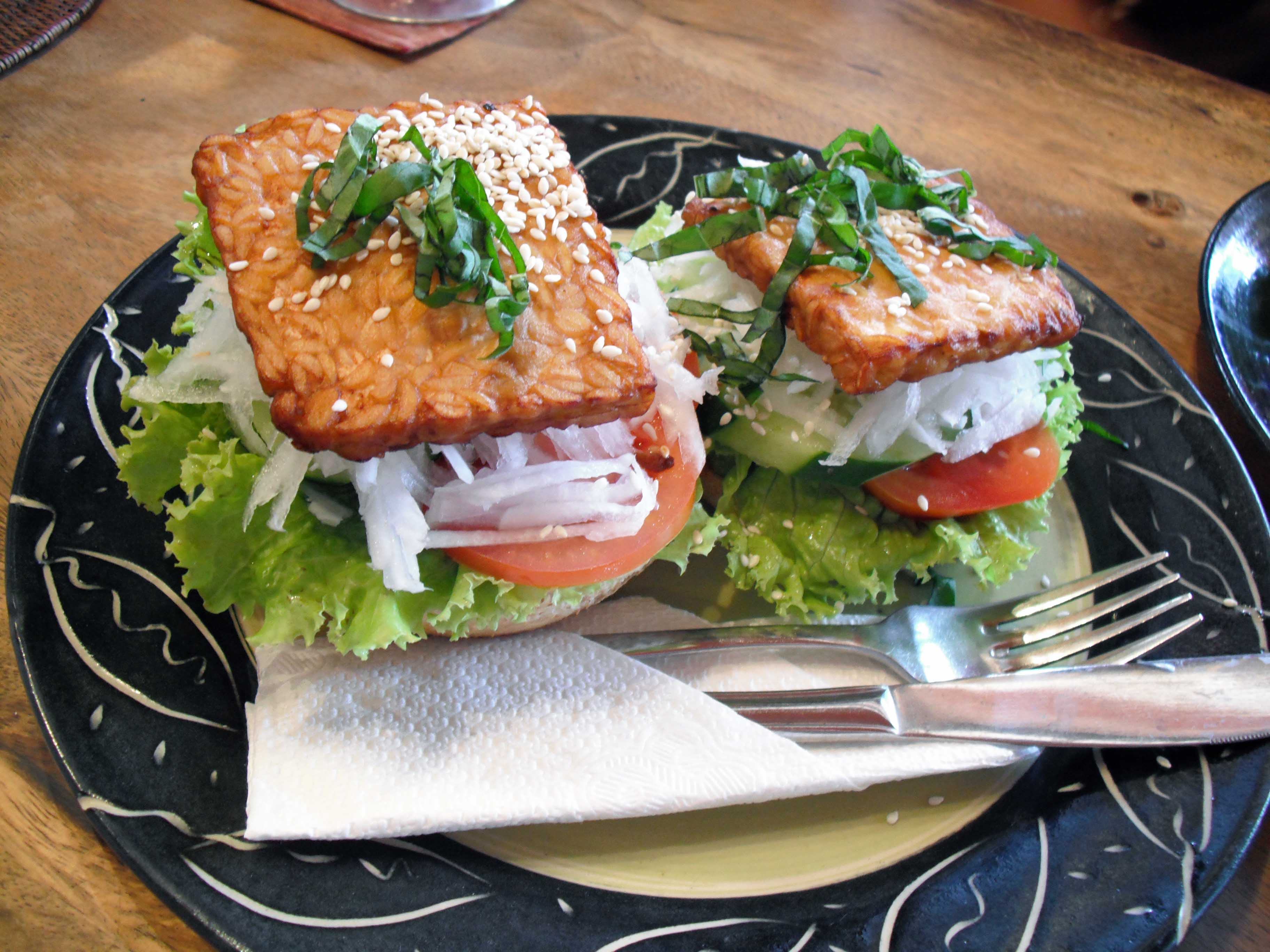
템페 버거

## 같이 보기
- 낫토
- 청국장